# Le Renard, le Singe et les Animaux
Le Renard, le Singe et les Animaux est la sixième fable du livre VI de Jean de La Fontaine situé dans le premier recueil des Fables de La Fontaine, édité pour la première fois en 1668.
Les animaux, au décès d'un lion,

En son vivant prince de la contrée,

Pour faire un roi s'assemblèrent, dit-on.

De son étui la couronne est tirée:

Dans une chartre un dragon la gardait.

Il se trouva que, sur tous essayée,

A pas un d'eux elle ne convenait.

Plusieurs avaient la tête trop menue,

Aucuns trop grosse, aucuns même cornue.

Le singe aussi fit l'épreuve en riant;

Et, par plaisir, la tiare essayant,

Il fit autour force grimaceries.

Tours de souplesse, et mille singeries,

Passa dedans ainsi qu'en un cerceau.

Aux animaux cela sembla si beau

qu'il fut élu: chacun lui fit hommage.

Le renard seul regretta son suffrage,

Sans toutefois montrer son sentiment.

Quand il eut fini son petit compliment,

Il dit au roi: Je sais sire une cache,

Et ne crois pas qu'autre que moi le sache.

Or tout trésor, par droit de royauté,

Appartient, sire, à votre majesté.

Le nouveau roi bâille après la finance, 

Lui-même y court pour n'être pas trompé.

C'était un piège: Il y fut attrapé.

Le renard dit, au nom de l'assistance:

Prétendais-tu nous gouverner encor,

Ne sachant pas te conduire toi-même?

Il fut démis: et l'on tomba d'accord

Qu'à peu de gens convient le diadème.
— Jean de La Fontaine, Fables de La Fontaine, Le Renard, le Singe et les Animaux